# 鱂形目
鱂形目（學名：Cyprinodontiformes），又稱鯉齒目，為輻鰭魚綱鲈形亚类卵附系银汉鱼总目的其中一目。此目一般为小型鱼类，大多生存于热带淡水水域；也有些生存于半咸水，少数为沿海鱼类。 本目许多卵生鱼类被俗称为鳉鱼或克鲤鱼类（killifishes）。
形态与鲤类很近似而上、下颌有牙齿，所以很早在欧美即被称为齿鲤鱼类（toothcarp fishes）。因雌、雄体色常异形，雄鱼体色常较艳丽，且体较小易养，常被养作观赏鱼。

## 系統學分類
本目其下分為2個亞目10個科：
- 單唇鱂亞目（Aplocheiloidei）
  - 單唇鱂科(Aplocheilidae)：皆為卵生。
  - 假鰓鱂科(Nothobranchiidae)
  - 溪鱂科(Rivulidae）
- 鯉齒亞目（Cyprinodontoidei；在中国大陆多译为鳉亚目[3]）
  - 底鱂總科（Funduloidea）：主要為卵生，但亦有胎生物種。
    - 深鱂科（Profundulidae；在中国大陆亦译为原底鳉科[3]）：生長於中美洲，卵生。
    - 幸鱂科（Goodeidae；在中国大陆亦译为古德鳉科[3]）：裂鰭，胎生。
    - 底鱂科（Fundulidae）：生長於北美洲，卵生。

  - 瓦倫鱂總科（Valenciidae）：卵生，只有一個科。
    - 瓦倫鱂科（Valenciidae；在中国大陆亦译为瓦朗鳉科[3]）：生長於地中海。

  - 鯉齒鱂總科鱂總科／鱂總科（Cyprinodontoidea）：胎生。
    - 鯉齒鱂科（Cyprinodontidae）：又稱鱂科。

  - 花鱂總科（Poecilioidea；在中国大陆亦译为胎鳉总科[3]）
    - 四眼魚科（Anablepidae）：卵胎生。
    - 花鱂科（Poeciliidae）：部份物種為卵生，其他為胎生或卵胎生。